# Pardosa ferruginea
Pardosa ferruginea là một loài nhện trong họ Lycosidae.
Loài này thuộc chi Pardosa. Pardosa ferruginea được Ludwig Carl Christian Koch miêu tả năm 1870.